# Ignacio Figueras

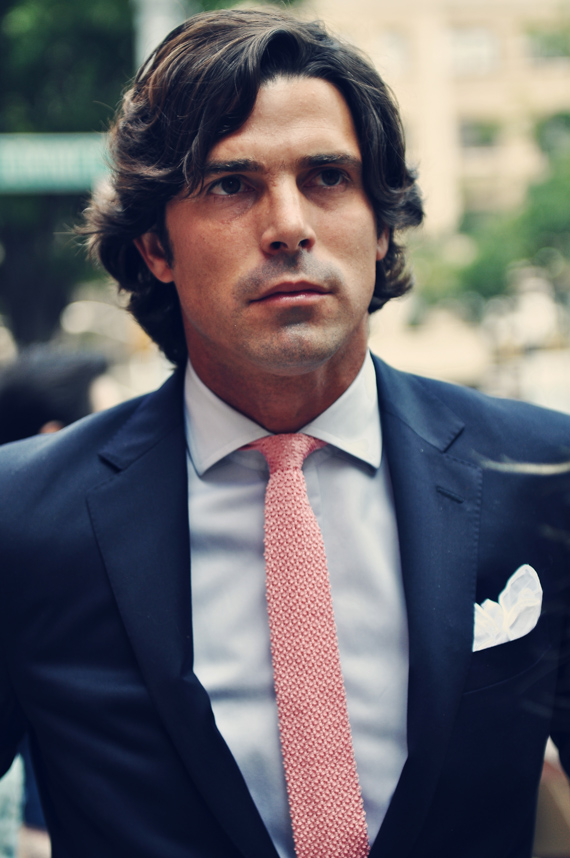
Ignacio Figueras (2011)

Ignacio (Nacho) Figueras (* 4. März 1977 in Buenos Aires) ist ein argentinischer Polospieler mit einem Handicap von 6.

## Leben
Im Alter von acht Jahren begann Figueras, Polo zu spielen. Mit 17 spielte er an verschiedenen Standorten Europas, 1995 spielte er für Argentinien bei der Poloweltmeisterschaft und erreichte einen zweiten Platz. 1999 ging er nach New York, wo er sich dem Team White Birch anschloss, das seinerzeit Peter Brant und Neil Hirsch, Präsident des Bridgehampton Polo Clubs (Long Island), gehörte. Er ist Kapitän des Teams Black Watch, das ihm gemeinsam mit Hirsch gehört.
Im September 2009 gehörte er zu den 100 besten Spielern der Welt. Figueras wird wegen seiner Tätigkeit als Model und seines Aussehens auch als David Beckham des Polos bezeichnet.
Er spielt hauptsächlich in Argentinien und in den USA. Seit 2004 ist Figueras mit dem Ex-Model Delfina Blaquier verheiratet, mit der er vier Kinder hat.

### Modeltätigkeit
Figueras Model-Karriere begann 2000 für Ralph Lauren, nachdem er von dem Fotografen Bruce Weber entdeckt worden war. 2005 wurde er das „Gesicht“ der Linie Black Label, ab Mai 2009 repräsentierte er die Polo Düfte Polo Black, Polo Blue und Modern Polo Reserve. Im Juni 2009 wurde er von den Lesern der Vanity Fair hinter Robert Pattinson und vor Brad Pitt zum zweitschönsten Mann der Welt gekürt.